# On This Winter's Night
On This Winter's Night è il quarto album in studio del gruppo country statunitense Lady Antebellum, secondo lavoro a tema natalizio. L'album è stato pubblicato il 22 ottobre 2012 per la Capitol Nashville e contiene tutti i brani natalizi classici inclusi nell'album natalizio precedente, A Merry Little Christmas, e l'inedito omonimo co-scritto dai membri del gruppo con Tom Douglas, anch'esso precedentemente inserito nel primo album natalizio del gruppo.

## Tracce
1. A Holly Jolly Christmas – 2:03 (Johnny Marks)
2. Christmas (Baby Please Come Home) – 3:09 (Jeff Barry, Ellie Greenwich, Phil Spector)
3. All I Want for Christmas Is You – 3:35 (Mariah Carey, Walter Afanasieff)
4. I'll Be Home for Christmas – 3:20 (Kim Gannon, Walter Kent, Buck Ram)
5. This Christmas – 3:19 (Nadine McKinnor, Donny Hathaway)
6. The First Nowell – 3:23
7. On This Winter's Night – 4:01 (Hillary Scott, Charles Kelley, Dave Haywood, Tom Douglas)
8. Let It Snow! Let It Snow! Let It Snow! – 2:33 (Sammy Cahn, Jule Styne)
9. Have Yourself a Merry Little Christmas – 4:09 (Ralph Blane, Hugh Martin)
10. Silent Night – 3:11 (Franz Xaver Gruber, Joseph Mohr)
11. Blue Christmas – 3:28 (Billy Hayes, Jay W. Johnson)
12. Silver Bells – 4:59 (Jay Livingston, Ray Evans)

Durata totale: 41:10

## Classifiche
| Classifica (2012)     | Posizione massima |
| --------------------- | ----------------- |
| Canada                | 5                 |
| Stati Uniti           | 8                 |
| Stati Uniti (country) | 2                 |
| Stati Uniti (holiday) | 1                 |

### Classifiche di fine anno
| Classifica di fine anno (2013) | Posizione |
| ------------------------------ | --------- |
| Canada                         | 27        |
| Stati Uniti                    | 66        |